# Кочетов, Иван Степанович
Иван Степанович Кочетов (15.04.1942 — 06.05.2000) — российский учёный в области почвоведения и общего земледелия, член-корреспондент РАСХН (1997).

## Биография
Родился в с. Кривец Добровского района Липецкой области. Окончил Московскую сельскохозяйственную академию им. К. А. Тимирязева (1967). Работал там же старшим исследователем кафедры земледелия и методики опытного дела (1967—1968) и учился в аспирантуре (1968—1971).
- 1971—1975 доцент, заведующий кафедрой общего земледелия Киргизского СХИ.
- 1975—1986 доцент кафедры земледелия и методики опытного дела и одновременно с 1977 зам. декана агрономического факультета ТСХА.
- 1986—1989 директор Смоленского филиала ТСХА.
- 1989—1991 зам. начальника Главного управления вузов МСХ СССР.
- 1992—1995 профессор кафедры земледелия и методики опытного дела ТСХА.
- 1995—2000 Начальник отдела земледелия Отделения земледелия, академик-секретарь (2000) Отделения земледелия, мелиорации и лесного хозяйства РАСХН.

Доктор с.-х. наук (1990), профессор (1992), член-корреспондент РАСХН (1997).
Один из авторов научных разработок по защите почв от водной эрозии, внедренных в сельхозпредприятиях ЦФО.
Опубликовал более 100 научных работ, в том числе 10 монографий, 6 учебников и учебных пособий для вузов.
Умер в 2000 году. Похоронен на Троекуровском кладбище.

## Сочинения
- Эродированные почвы Центрального Нечерноземья и их интенсивное использование: учеб. пособие. — М., 1988. — 149 с.
- Энергосберегающая обработка почвы в Нечерноземье. — М.: Росагропромиздат, 1990. — 160 c.
- Система земледелия Нечернозёмной зоны: обоснование, разработка, освоение / соавт.: Г. И. Баздырев и др. — М.: Изд-во МСХА, 1993. — 184 с.
- Агропочвоведение: учеб. для студентов вузов по агрон. спец. / соавт.: В. Д. Муха и др. — М.: Колос, 1994. — 528 с.
- Зональные системы земледелия (на ландшафтной основе): учеб. для студентов с.-х. вузов по агрон. спец. / соавт.: А. И. Пупонин и др. — М.: Колос, 1995. — 287 с.
- Агробиологические основы производства, хранения и переработки продукции растениеводства: учеб. пособие для студентов вузов по агроэкон. спец. / соавт.: В. И. Филатов и др. — М.: Колос, 1999. — 724 с.
- Агроландшафтное земледелие и эрозия почв в Центральном Нечерноземье / РАСХН. Отд-ние земледелия, мелиорации и лесн. хоз-ва. — М.: Колос, 1999. — 224 с.